# Magdaléna Rybáriková
Magdaléna Rybáriková (ur. 4 października 1988 w Pieszczanach) – słowacka tenisistka, reprezentantka kraju w rozgrywkach Pucharu Federacji.

## Kariera tenisowa
W 2002 roku doszła do finału turnieju Mostostal Trophy w Zabrzu. Na początku czerwca 2003 roku osiągnęła finał turnieju Idom Cup w Budapeszcie. Wspomniany turniej zabrzański wygrała w sierpniu 2003 roku, pokonując w finale Agnieszkę Radwańską 6:4, 6:4. Był to jej pierwszy wygrany turniej juniorski. W ciągu dwóch tygodni sierpnia 2003 zdołała dojść do finału w Bratysławie oraz wygrać drugi w karierze tytuł juniorski w Miszkolcu na Węgrzech. W półfinale prestiżowego turnieju międzynarodowych mistrzostw juniorskich w Przerowie w Czechach przegrała z Ágnes Szávay. Walkę o tytuł turnieju w rodzinnych Piestanach w 2004 roku przegrała z Jarosławą Szwiedową. Na mistrzostwach 2004 w Luksemburgu odpadła w półfinale z Caroline Wozniacki. Dwa miesiące później wygrała w Tralargon w Australii w stanie Victoria, w finale z Jarmilą Gajdošovą. Jednak w juniorskiej karierze jej największym osiągnięciem był finał Wimbledonu w 2006 roku, który przegrała z Wozniacki.
Od 2005 roku reprezentowała Słowację w Pucharze Federacji.
W maju 2006 w kwalifikacjach do turnieju w Stambule pokonała między innymi Agnieszkę Radwańską. Do turnieju dostała się, ale w pierwszej rundzie uległa Mashonie Washington. W połowie lutego 2007 dostała się do finału turnieju ITF w Pradze, który przegrała z Petrą Kvitovą.
Pierwsze zwycięstwo w turnieju WTA odniosła na początku czerwca 2009 w Birmingham. W turnieju tym, który odbywał się na kortach trawiastych, wyeliminowała między innymi Zheng Jie (w trzeciej rundzie) i Li Na (w finale). Porażkę ze Słowaczką odniosła także Urszula Radwańska w fazie półfinałowej rozgrywek. Kolejne zwycięstwa odnosiła w Memphis i w Waszyngtonie, gdzie następnie obroniła tytuł, pokonując m.in. Angelique Kerber.
W grze podwójnej zwyciężyła razem z Janette Husárovą w 2012 roku w Budapeszcie, a na Wimbledonie w 2014 roku w parze z Andreą Petković osiągnęła półfinał.
Po wyleczeniu kontuzji powtórzyła to osiągnięcie w singlu podczas Wimbledonu 2017, pokonując m.in. późniejszą liderkę rankingu Karolínę Plíškovą.
W październiku 2020 poinformowała o zakończeniu kariery zawodowej.

## Historia występów wielkoszlemowych
Legenda
     W, wygrany turniej
     F, przegrana w finale
     SF, przegrana w półfinale
     QF, przegrana w ćwierćfinale
     xR, przegrana w x rundzie
     Qx, przegrana w x rundzie kwalifikacji
     A, brak startu

### Występy w grze pojedynczej
| Australian Open        | A   | A   | A   | A   | A  | 1R | 1R  | 1R | 1R | 1R | 2R | 2R | 2R  | A  | 4R | 1R  | 0 / 10 | 6 – 10  |  |  |  |  |  |  |  |  |
| French Open            | A   | A   | A   | A   | 2R | 2R | 2R  | 1R | 1R | 2R | 2R | 2R | 1R  | 2R | 3R | 1R  | 0 / 12 | 9 – 12  |  |  |  |  |  |  |  |  |
| Wimbledon              | A   | A   | A   | Q1  | 1R | 1R | 1R  | 1R | 1R | 1R | 1R | 3R | 1R  | SF | 1R | 2R  | 0 / 12 | 8 – 12  |  |  |  |  |  |  |  |  |
| US Open                | A   | A   | A   | A   | 3R | 3R | 1R  | 1R | 2R | 1R | 1R | 1R | A   | 3R | 1R | Q1  | 0 / 10 | 7 – 10  |  |  |  |  |  |  |  |  |
|                        |     |     |     |     |    |    |     |    |    |    |    |    |     |    |    |     |        |         |  |  |  |  |  |  |  |  |
| Ranking na koniec roku | 924 | 302 | 330 | 279 | 58 | 45 | 104 | 72 | 62 | 38 | 51 | 77 | 154 | 20 | 49 | 173 | 0 / 44 | 30 – 44 |  |  |  |  |  |  |  |  |

### Występy w grze podwójnej
| Australian Open        | A | A | A | A | A   | 1R  | 1R | 3R  | 1R  | 1R  | 2R | 1R  | 2R  | A   | A   | 1R  | 0 / 9  | 4 – 8   |  |  |  |  |  |  |  |  |  |
| French Open            | A | A | A | A | A   | 1R  | 1R | 3R  | A   | 2R  | 3R | 2R  | 1R  | A   | 2R  | 2R  | 0 / 9  | 8 – 8   |  |  |  |  |  |  |  |  |  |
| Wimbledon              | A | A | A | A | A   | 2R  | 2R | A   | A   | 2R  | SF | 1R  | 2R  | A   | 2R  | 1R  | 0 / 8  | 9 – 7   |  |  |  |  |  |  |  |  |  |
| US Open                | A | A | A | A | 1R  | 2R  | 3R | 1R  | 2R  | 2R  | 1R | 2R  | A   | 2R  | 2R  | A   | 0 / 10 | 8 – 10  |  |  |  |  |  |  |  |  |  |
|                        |   |   |   |   |     |     |    |     |     |     |    |     |     |     |     |     |        |         |  |  |  |  |  |  |  |  |  |
| Ranking na koniec roku | – | – | – | – | 265 | 134 | 78 | 112 | 156 | 130 | 66 | 160 | 235 | 401 | 175 | 869 | 0 / 36 | 29 – 33 |  |  |  |  |  |  |  |  |  |

### Występy w grze mieszanej
Magdaléna Rybáriková nigdy nie startowała w rozgrywkach gry mieszanej podczas turniejów wielkoszlemowych.

## Finały turniejów WTA
| Legenda                     | Legenda |
| --------------------------- | ------- |
| Wielki Szlem                |         |
| Igrzyska olimpijskie        |         |
| WTA Tour Championships      |         |
| 2009 – 2020                 |         |
| WTA Premier Mandatory       |         |
| WTA Premier 5               |         |
| WTA Premier                 |         |
| WTA International Series    |         |
| WTA 125K series (2012–2020) |         |

### Gra pojedyncza 8 (4–4)
| Końcowy wynik | Nr | Data                 | Turniej    | Nawierzchnia  | Przeciwniczka            | Wynik finału  |
| ------------- | -- | -------------------- | ---------- | ------------- | ------------------------ | ------------- |
| Zwyciężczyni  | 1. | 14 czerwca 2009      | Birmingham | Trawiasta     | Li Na                    | 6:0, 7:6(2)   |
| Zwyciężczyni  | 2. | 19 lutego 2011       | Memphis    | Twarda (hala) | Rebecca Marino           | 6:2, krecz    |
| Finalistka    | 1. | 24 września 2011     | Kanton     | Twarda        | Chanelle Scheepers       | 2:6, 2:6      |
| Zwyciężczyni  | 3. | 5 sierpnia 2012      | Waszyngton | Twarda        | Anastasija Pawluczenkowa | 6:1, 6:1      |
| Zwyciężczyni  | 4. | 4 sierpnia 2013      | Waszyngton | Twarda        | Andrea Petković          | 6:4, 7:6(2)   |
| Finalistka    | 2. | 23 sierpnia 2014     | New Haven  | Twarda        | Petra Kvitová            | 4:6, 2:6      |
| Finalistka    | 3. | 15 października 2017 | Linz       | Twarda (hala) | Barbora Strýcová         | 4:6, 1:6      |
| Finalistka    | 4. | 24 czerwca 2018      | Birmingham | Trawiasta     | Petra Kvitová            | 6:4, 1:6, 2:6 |

### Gra podwójna 2 (1–1)
| Końcowy wynik | Nr | Data                 | Turniej   | Nawierzchnia | Partnerka          | Przeciwniczki                     | Wynik finału |
| ------------- | -- | -------------------- | --------- | ------------ | ------------------ | --------------------------------- | ------------ |
| Finalistka    | 1. | 25 października 2010 | Taszkent  | Twarda       | Alexandra Dulgheru | Aleksandra Panowa Tacciana Puczak | 3:6, 4:6     |
| Zwyciężczyni  | 1. | 5 maja 2012          | Budapeszt | Ceglana      | Janette Husárová   | Eva Birnerová Michaëlla Krajicek  | 6:4, 6:2     |

## Finały juniorskich turniejów wielkoszlemowych

### Gra pojedyncza (1)
| Końcowy wynik | Rok  | Turniej   | Nawierzchnia | Przeciwniczka      | Wynik finału  |
| Finalistka    | 2006 | Wimbledon | Trawiasta    | Caroline Wozniacki | 6:3, 1:6, 3:6 |